# Harry Kümel

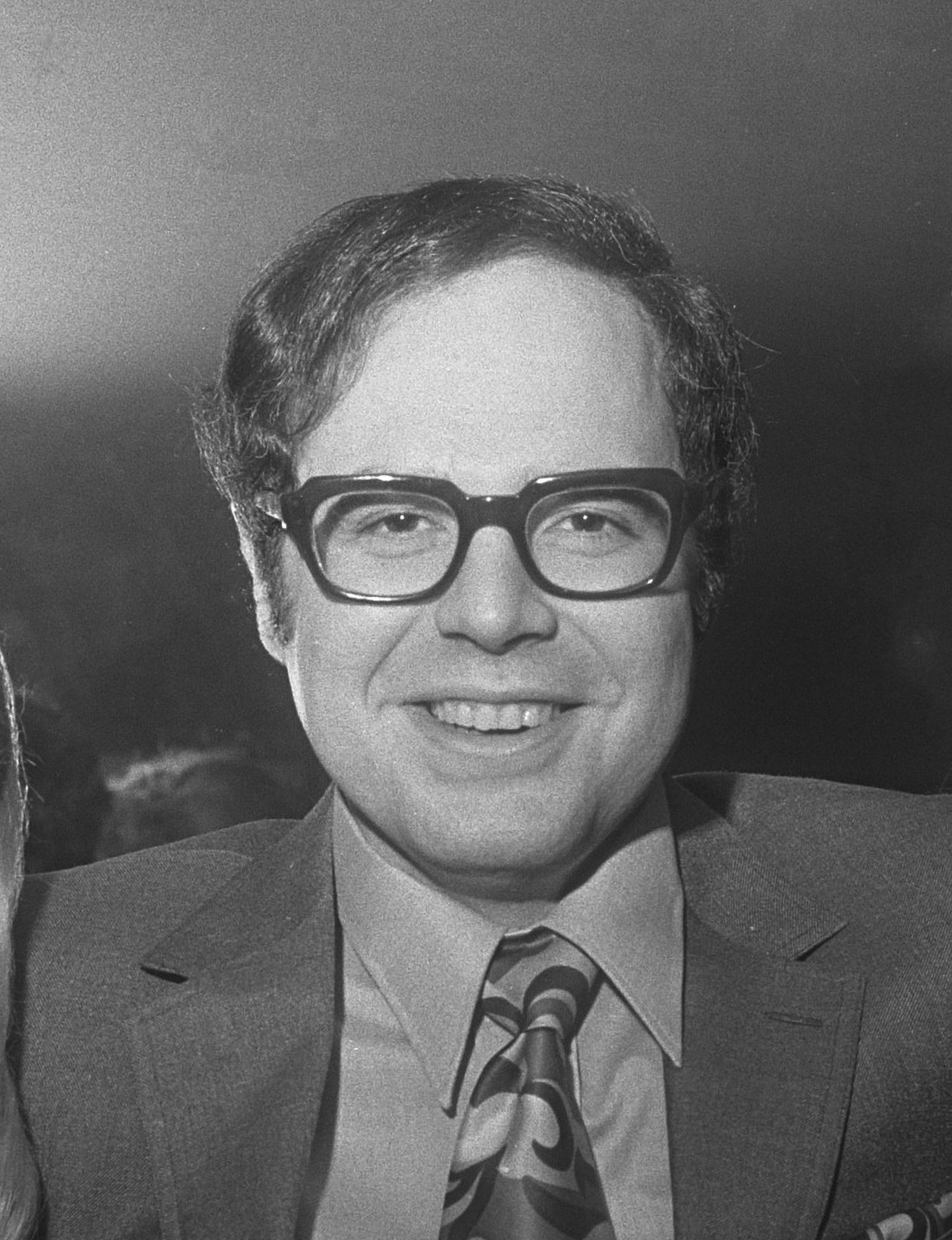
Harry Kümel, 1969

Harry Kümel (* 27. Januar 1940 in Antwerpen, Belgien) ist ein belgischer Filmregisseur.

## Leben
Sein  Vampirfilm Blut an den Lippen (Les lèvres rouges, 1971) mit Delphine Seyrig wurde zu einem Kult-Hit in Europa und den Vereinigten Staaten. Im selben Jahr folgte Malpertuis  mit Orson Welles und Mathieu Carrière in den Hauptrollen.  Basierend auf dem gleichnamigen Roman des belgischen Schriftstellers Jean Ray, war Malpertuis kein großer Erfolg an den Kinokassen, obwohl der Film bei den Internationalen Filmfestspielen von Cannes für die Palme d’Or nominiert wurde.
Ein weiteres bekanntes Werk Kümels ist das 1968 gedrehte Drama Monsieur Hawarden. Darin muss sich Meriora Gillibrand, eine Dame aus gutem Hause, als Mann verkleidet durch Europa schlagen, nachdem sie ihren Liebhaber umgebracht hat. Unter dem Namen Hawarden flieht sie mit ihrer Dienerin nach Belgien. Der Film ist teilweise nach einer wahren Geschichte entstanden; Gillibrands Grab kann heute noch im deutschsprachigen Teil Belgiens besucht werden.
Im Jahr 2014 bekam er den belgischen Lebenswerk-Filmpreis Mira d’Or.

## Filmografie
- 1963: Hendrik Conscience
- 1968: Monsieur Hawarden
- 1971: Blut an den Lippen (Les lèvres rouges)
- 1972: Malpertuis
- 1976: De komst van Joachim Stiller
- 1978: Het verloren paradijs (Lost Paradise)
- 1985: The Secrets of Love
- 1987–1990: Erotisches zur Nacht (Série rose, TV-Serie, 6 Episoden)
- 1991: Eline Vere